# Narra (Palawan)
Narra è una municipalità di prima classe delle Filippine, situata nella Provincia di Palawan, nella regione di Visayas Occidentale.
Narra è formata da 23 baranggay:
- Antipuluan
- Aramaywan
- Bagong Sikat
- Batang-Batang
- Bato-bato
- Burirao
- Caguisan
- Calategas
- Dumagueña
- Elvita
- Estrella Village
- Ipilan

- Malatgao
- Malinao
- Narra (Pob.)
- Panacan
- Panacan 2
- Princess Urduja
- Sandoval
- Tacras
- Taritien
- Teresa
- Tinagong Dagat